# Jourdanton
Jourdanton es una ciudad ubicada en el condado de Atascosa en el estado estadounidense de Texas. En el Censo de 2010 tenía una población de 3.871 habitantes y una densidad poblacional de 426,54 personas por km².

## Geografía
Jourdanton se encuentra ubicada en las coordenadas 28°54′49″N 98°32′28″O / 28.91361, -98.54111. Según la Oficina del Censo de los Estados Unidos, Jourdanton tiene una superficie total de 9.08 km², de la cual 9.08 km² corresponden a tierra firme y (0%) 0 km² es agua.

## Demografía
Según el censo de 2010, había 3.871 personas residiendo en Jourdanton. La densidad de población era de 426,54 hab./km². De los 3.871 habitantes, Jourdanton estaba compuesto por el 87.08% blancos, el 0.49% eran afroamericanos, el 0.75% eran amerindios, el 0.34% eran asiáticos, el 0% eran isleños del Pacífico, el 8.78% eran de otras razas y el 2.56% pertenecían a dos o más razas. Del total de la población el 54.77% eran hispanos o latinos de cualquier raza.